# Юнармия (повесть)
«Юнармия» — автобиографическая повесть Григория Мирошниченко, издана в 1933 году, дважды экранизирована (1976, 1986).
Повесть в ярких красках хорошо продуманного и правдивого сюжета показывает, как 14-15-летние подростки небольшого посёлка, захваченного «дроздовцами», дети железнодорожных рабочих, самим ходом развертывающейся и обостряющейся Гражданской войны вовлекаются в борьбу.

## Сюжет
Повествование ведётся от лица мальчишки Гриши Мирошко, о том как в годы Гражданской войны в захваченном белыми небольшом посёлке при железнодорожной станции дети рабочих-железнодорожников — он, и его друзья Андрей, Сенька, Васька, Гаврик и Сашка — под руководством коммунистов — красноармейца Порфирия и командира батареи Саббутина, создают свой партизанский отряд.

## Реальная основа
Повесть автобиографическая и основана на реальных событиях, её главный герой Гриша Мирошко — автор Григорий Мирошниченко — сын рабочего-железнодорожника, в годы Гражданской войны шестнадцатилетним мальчишкой стал членом подпольной юношеской организации в станице Невинномысской, через год вступил в Красную Армию. В повести указываются реальные места событий, например, станица Беломечётская, и под своими именами упоминаются некоторые исторические персонажи, например, командарм Сорокин, атаман Шкуро и др.

То, что рассказано в этой повести, не выдумка. Конечно, всех мелочей не вспомнишь. Кое—что и невольно присочинишь. Но участники отряда, герои повести, — настоящие, а не выдуманные люди, только в повести у них фамилии другие. в Красную Армию вступили сразу же после прихода большевиков (Ваське тогда только тринадцатый год шел).— автор повести
Прототипы героев повести прошли бойцами Красной Армии всю Гражданскую войну, на момент издания книги многие были ещё живы, продолжили дело отцов — рабочих депо: старшие из отряда — Андрей и Семён — стали инженерами на железной дороге, самый младший — Васька — стал машинистом, а вот Гаврика в 1920-м году под Перекопом убили врангелевцы.

## О повести
В истории русской литературы повесть встала в одном ряду с «мальчишескими» произведениями о юных героях революции и гражданской войны — повестью П. Бляхина «Красные дьяволята» (1923), рассказом «Р. В. С.» А. П. Гайдара (1925) — произведениями о мальчиках и для мальчиков, при этом по своему жанру относящимся не к «роману воспитанию», а к приключенческому жанру.
Журнал «Молодая гвардия» в 1934 году писал про повесть, что она написана одинаково интересно и для детей и для взрослых, герои повести остаются на её страницах детьми — писатель смог подметить именно характерное для детского уровня восприятия и понимания описываемых событий, но при этом повесть не становится и «детской», а реалистична:

А как часто попытки показать участие подростков в гражданской войне превращаются у нас в детскую игру в «белых и красных». Ещё труднее дать книгу, которая, совмещая в себе показ борьбы и взрослых и детей, была бы одинаково интересна и для тех и для других. «Юнармия» именно тем и ценна, что автору удалось на материале гражданской войны разрешить эту сложную задачу и преодолеть те трудности, которые совершенно неизбежны, когда в описываемых событиях подростки принимают одинаковое участие со взрослыми.
Отмечая некоторые неудачи повести (так было признано неправильным, что дети организуются раньше взрослых и без их участия), журнал писал, что «однако, все это не умаляет художественной ценности повести, написанной простым, четким языком, образы которой легко воспринимаются и оставляют глубокий след», и назвал повесть ценным вкладом в литературу
Современной повести критикой дебютная работа автора была встречена положительно:

…повесть «Юнармия», которая выдержала несколько изданий и до сих пор с интересом читается советским юношеством. «Юнармия» была честным писательским трудом…— журнал «Звезда», 1939 год
Повесть получила широкую известность и одобрительную оценку Максима Горького и Ромена Роллана.
Ваша маленькая книга, которую я прочел с величайшим интересом, очень трогательна. Я должен сказать, что, несмотря на то что это — книга для детей, она одна из самых трогательных, которые я читал о гражданской войне, имевшей место в вашей стране (конечно, я знаю только те книги на эту тему, которые были переведены на французский язык, так что я могу судить очень неполно). Эта небольшая книга еще раз показывает нам, как в вашей стране создается новое человечество, сознательное и свободное. Последние страницы, где вы рассказываете о том, что случилось потом с вашими товарищами и с вами самим, желающим «идти вперед», доставили мне самое большое удовольствие.— Ромен Роллан - О повести «Юнармия», письмо от 19 марта 1936 года, опубликовано в газете «Правда» за 4 апреля 1936 года
Спустя десятилетия повесть продолжала активно издаваться, через 30 лет после выхода первой книги её общий тираж составил более 2-х миллионов экземпляров:

У «Юнармии» Г. Мирошниченко счастливая судьба: она впервые увидела свет ещё в 30-х годах и до сих пор пользуется заслуженным интересом юного читателя.— журнал «Октябрь», № 1, 1962 год
В 1968 году на Центральной студии радиовещания был создан двухсерийный спектакль по повести «Юнармия», затем принятый на хранение в «золотой» фонд радиопередач.
Повесть была дважды экранизирована: фильм «Огненное детство» (1976) и трехсерийный телефильм «Нас водила молодость» (1986).

## Издания
Ромен Роллан не ошибся в своей оценке «Юнармии». Эта книга открыла новую тему советской литературы, предвосхитив такие произведения, как роман Н. Островского «Как закалялась сталь», рассказы и повести Аркадия Гайдара, «Молодую Гвардию» А. Фадеева. «Юнармия» стала любимой книгой юношества. Она воспитала поколения людей — будущих участников Великой Отечественной войны. Книга эта выдержала много изданий. Общий тираж её составил уже более двух миллионов экземпляров.
Отдельные издания:
- Юнармия / Рис. и обл. Н. Тырсы. — Ленинград; Москва: Молодая гвардия, 1933. — 195 с. — Тираж: 30 325 экз.
- Юнармия / Рис. Н. Тырсы; Предисл.: Н. Гребенюк. — Ленинград: Лендетиздат, 1935. — 240 с.
- Юнармия / Рис. Н. Тырсы. — 3-е изд. — Ленинград: Лендетиздат, 1936. — 239 с. — Тираж: 30 000 экз.
- Юнармия / Рис. П. Кустова. — 4-е изд., испр. — Москва; Ленинград: Изд-во детской литературы, 1938. — 178 с.
- Юнармия. — Пятигорск: Орджоникидз. краев. изд-во, 1938. — 176 с.
- Юнармия / Рис. П. Кустова. — Москва; Ленинград: Детиздат, 1939. — 188 с.
- Юнармия / Илл.: Н. Костров. — Ленинград: Лениздат, 1946 (на обл.: 1947). — 187 с. — Тираж: 10 000 экз.
- Юнармия / Илл.: Н. Костров; серия «Библиотека школьника». — Ленинград: Лениздат, 1950. — 180 с. — Тираж: 30 000 экз.
- Юнармия / Рис. Т. Ксенофонтова. — Ленинград: Детгиз, 1954. — 191 с.
- Юнармия // Повести военных лет. — Ленинград: Лениздат, 1958. — 407 с.
- Юнармия / Рис. Т. Ксенофонтова. — Ленинград: Детгиз, 1961. — 160 с. — Тираж: 100 000 экз.
- Юнармия / Худ. Ю. П. Китаев; Серия «Юношеская библиотека лениздата». — Ленинград. Лениздат, 1966. — 177 с. — Тираж: 75 000
- Юнармия // Сыны прославленной России: повести / Григорий Мирошниченко. — М.: Воениздат, 1967. — 510 с.
- Юнармия / Рис. Н. Тырсы. — Ленинград: Детская литература, 1968. — 144 с.
- Юнармия. — Ставрополь: Книжное издательство, 1971. — 159 с.
- Юнармия. Именем революции. / Худ. П. Пинкисевич. — Москва: Молодая гвардия, 1974. — 384 с. — Тираж: 100 000 экз.
- Юнармия / Ил.: С. Яковлев. — Ленинград: Лениздат, 1974. — 231 с.
- Юнармия / Ил.: Н. Тырса.— Ленинград: Детская литература, 1974. — 175 с. — Тираж: 75 000 экз.
- Юнармия / Худож. А.Назимко — Красноярск: Краснояр. кн. изд-во, 1976. — 175 с.
- Юнармия; Кешка-партизан: Повести. — Владивосток: Дальневост. кн. изд-во, 1979. — 360 с.
- Юнармия / Рис. Н. Тырсы; Серия «Военная библиотка школьника». — Ленинград: Детская литература, 1982. — 174 с. — Тираж: 100 000 экз.
- Юнармия / Худож. В. Ф. Алексеев; Серия «Библиотечка юного ленинца». — Ленинград: Лениздат, 1983.— 208 с. — Тираж: 200 000 экз.
- Юнармия / Худож. Ф. Ф. Махонин. — Петрозаводск: Карелия, 1987. — 160 с. — Тираж: 200 000 экз.
- Юнармия. — Ростов-на-Дону: Ростовское книжное издательство, 1988. — 176 с.
- Юнармия, Мирошниченко Г.; Красные дьяволята, Бляхин П. / Худож.- Ю. А. Кузьмин. — Ярославль: Верхне-Волжское книжное издательство, 1989. — 320 с. — Тираж: 110 000 экз.

В переводах:
- Юнармия: Повесть / Пер. И. Туребаев.; Илл. Б. Ненахов). — Алма-Ата: Казучпедгиз, 1960. 204 с. — Тираж: 11.000 экз. — на казах. яз.
- Юнармия: Повесть / Рис. Н. Тырсы. — Фрунзе, «Мектеп», 1970. — 172 с. — Тираж 3 000 экз. — на кирг. яз.
- Юнармия: Повесть / Пер. с рус. А. Саулис. — Вильнюс: Витурис, 1985. — 181 с. — на латыш. яз.
- Юнармия: Повесть / Пер. с рус. А. Бандуры; Худож. А. Базилевич. — Киев: Веселка, 1988. — 162 с. — на укр. яз.